# Cachoeirinha
För andra betydelser, se Cachoeirinha (olika betydelser).
Cachoeirinha är en stad och kommun i Brasilien och ligger i delstaten Rio Grande do Sul. Staden ingår i Porto Alegres storstadsområde. Kommunen hade år 2014 cirka 125 000 invånare.